# 산청 덕양전
산청 덕양전(山淸 德讓殿)은 대한민국 경상남도 산청군 금서면 화계리에 있는, 가락국 제10대 왕인 양왕과 왕비, 두 분의 위패를 모신 곳이다.
1983년 7월 20일 경상남도의 문화재자료 제50호 덕양전으로 지정되었다가, 2018년 12월 20일 현재의 명칭으로 변경되었다.

## 개요
가락국 제10대 왕인 양왕과 왕비, 두 분의 위패를 모신 곳이다.
양왕은 신라 법흥왕 19년(532)에 나라를 신라에 선양하고 이곳 왕산 수정궁에서 생활하다 5년 후에 돌아가셨다. 그 뒤 제사를 올리다 전쟁 때문에 중단되었으나 1798년부터 다시 항례를 올렸다.
광무 2년(1898)년 덕양전으로 이름이 바뀌었고, 1930년 지금 있는 자리로 옮긴 후 1991년 고쳐 지어 오늘에 이르고 있다.

## 같이 보기
- 산청 전 구형왕릉 - 사적 제214호

## 참고 문헌
- 산청 덕양전 - 국가유산청 국가유산포털